# Auditeur
Een auditeur is een magistraat die bij sommige rechtscolleges belast is met het onderzoek van de zaak.
Een auditeur voert het eerste onderzoek van de zaak uit. Hierbij neemt hij of zij kennis van de standpunten van de partijen. Een auditeur 'hoort' dus in zekere zin de partijen, wat de benaming van de functie verklaart. 'Auditeur' komt van het latijnse werkwoord audire, dat horen betekent. Nadat het onderzoek is afgerond brengt de auditeur een advies uit waarin hij of zij aangeeft hoe de zaak dient te worden opgelost.

## België
Naar Belgisch recht zijn er auditeurs bij de Raad van State en bij de arbeidsrechtbank.